# Varga Viktor (színművész)
Varga Viktor (Dunaszerdahely, 1978. október 2.) magyar színész, rendező, dalszövegíró.

## Életpályája
1997–2001 között a Zsámbéki Katolikus Tanítóképző Főiskola és a Jászai Mari Színház Színházművészeti Ismeretek és Nevelőszínházi Gyakorlatok Főiskolája hallgatója volt. 1997–2002 között a tatabányai Jászai Mari Színház színésze és sajtóreferense volt. 2001-ben a MASZK Újság alapító-főszerkesztője volt. 2002–2008 között a Győri Nemzeti Színház színésze volt. 2005-ben a Szarvasi Regionális Szlovák Színház (Cervinus Színház) alapító tagja és mv. színésze volt. 2006 óta a Proszcénium Színi Tanoda drámapedagógusa és színészmesterség tanára. 2008-ban a Győri Medencefesztivál Nyári Színház alapítója színésze volt. 2009-ben a Pozsonyi Művészeti Egyetem rendező szakos hallgatója volt. 2010-ben a Ruttkai Éva Színház művészeti igazgatója, színésze és rendezője volt. 2012-ben a VSMU, Bratislava, Művészeti Egyetemen rendező és dramaturg végzettséget szerzett, Bc. titulussal, valamint a VSMU, Bratislava, Mgr. Art. 2014-ben a szarvasi Cervinus Teátrum főrendezője lett.
Beszél: szlovákul, csehül, angolul, horvátul. Vendégként több ízben hívják meg külföldre gyakorlati előadást tartani Lee Strasberg módszertanáról és annak alkalmazásáról.

## Dalszövegek
Szekér Gergő: Hazatérsz 
Dalszöveg: Varga Viktor és Szekér Gergő
Zene: Szekér Gergő

## Díjak
- 1997- Pierrot díj (SK)
- 2002- Magyar Kultúráért Oklevél (H)
- 2015- Szarvas Város Nagydíja (Csodaszarvas musical rendezés), Szarvasi Vízi Színház
- 2016- Szarvas Város Nagydíja (Lili bárónő operett rendezéséért), Szarvasi Vízi Színház
- 2016- Szarvas Város Kultúrájáért kitüntetés
- 2017- Az évad legjobb zenés előadás díja a Valahol Európában előadásért
- 2018 - Szarvas Város Nagydíja (VII. Magyar Teátrumi Nyári Fesztivál, Vízi Színház, Szarvas)
- 2018 - Schiller drámájának korszerű színpadra állításért (VII. Magyar Teátrumi Nyári Fesztivál, Vízi Színház, Szarvas)
- 2021 - Szarvas város turizmusáért díj

## Szerepei
- A potyautas fh. (Piviere); bemutató: 1998. április 19. Jászai Mari Színház, Népház; Rendező: Zubornyák Zoltán
- Tartuffe fh. (Cleante); bemutató: 1998. november 4. Jászai Mari Színház, Népház; főiskolásainak vizsgaelőadása; Rendező: Móka János
- A tavasz ébredése fh. (Ernő); bemutató: 1998. december 20. Jászai Mari Színház, Népház; Rendező: Gergely László
- Figaro házassága színész (nép); bemutató: 1999. február 26. Jászai Mari Színház, Népház; Rendező: Zubornyák Zoltán
- Jó estét nyár, jó estét szerelem színész (Pincér); bemutató: 1999. április 23. Jászai Mari Színház, Népház; Rendező: Zubornyák Zoltán
- Képzelt riport egy amerikai pop-fesztiválról színész (René); bemutató: 1999. június 11. Jászai Mari Színház, Népház; Rendező: Frenkó Zsolt
- Haramiák színész (Roller); bemutató: 1999. október 2. Jászai Mari Színház, Népház; Rendező: Csiszár Imre
- A fösvény színész (Keszegh, Harpagoninasa); bemutató: 1999. november 19. Jászai Mari Színház, Népház; Rendező: Irena Buciené (litván)
- József és a színes szélesvásznú álomkabát színész (Dan); bemutató: 2000. november 10. Jászai Mari Színház, Népház; Rendező: Zubornyák Zoltán
- Antigoné színész (kar, fiú); bemutató: 2000. december 8. Jászai Mari Színház, Népház; Rendező: Szemán Béla
- Feleségem története színész (Tannenbaum); bemutató: 2001. október 5. Jászai Mari Színház, Népház; Rendező: Galambos Péter
- Rómeó és Júlia színész (Paris); bemutató: 2002. április 19. Jászai Mari Színház, Népház; Rendező: Koltai M. Gábor
- Doktor Zsivágó színész (Juszupka, Diák); bemutató: 2002. október 12. Győri Nemzeti Színház; Rendező: Korcsmáros György
- Valahol Európában színész (Tróger); bemutató: 2003. február 1. Győri Nemzeti Színház; Rendező: Bőhm György
- Hotel Menthol színész (Tubus) szerepátvétel; bemutató: 2003. június 14. Jászai Mari Színház; Győri Nemzeti Színház vendégjátéka; Rendező: Korcsmáros György
- Egy, kettő, három... színész (Divatárus); bemutató: 2003. szeptember 20. Győri Nemzeti Színház; Rendező: Bőhm György
- Romeó és Júlia színész (Baltazár); bemutató: 2003. november 22. Győri Nemzeti Színház; Rendező: Korcsmáros György
- Rokonok színész (Imrike); bemutató: 2004. február 26. Győri Nemzeti Színház; Rendező: Illés István
- Passió színész (Sötét angyal); bemutató: 2004. április 9. Cervinus Teátrum; Szarvas, Vajda Péter Művelődési Központ; felújítás: 2006. április 14. Evangélikus Újtemplom; Rendező: Gergely László
- Nap hivogató színész (Fiú); bemutató: 2004. szeptember 24. Cervinus Teátrum; Szarvas, Vajda Péter Művelődési Központ; Rendező: Gergely László
- Csongor és Tünde színész (Kurahh); bemutató: 2005. január 13. Hold Színház Győr; Helyszín: Vaskakas Bábszínház; Rendező: Hegedűs Ildikó
- Szent Johanna színész (Dunois apródja); bemutató: 2005. február 12. Győri Nemzeti Színház; Rendező: Ács János
- Tom Sawyer kalandjai színész (Waters tiszteletes, Muff Potter); bemutató: 2005. május 23. Hold Színház Győr; Helyszín: Vaskakas Bábszínház; Rendező: Hegedűs Ildikó
- Rumcájsz és Csibészke színész (Frici a lakáj); bemutató: 2005. június 2. Cervinus Teátrum; Szarvas, Vajda Péter Művelődési Központ; Rendező: Gergely László
- A vörös lámpás ház színész (Géza doktor); bemutató: 2005. november 5. Győri Nemzeti Színház; Rendező: Forgács Péter
- Lear király színész (Tiszt, Edmund szolgálatában); bemutató: 2005. november 17. Győri Nemzeti Színház; Rendező: Ács János
- Pillantás a hídról színész (II. Tiszt); bemutató: 2006. március 17. Győri Nemzeti Színház; Rendező: Szűcs Gábor
- Tartuffe színész (Tartuffe); bemutató: 2006. Győri Nemzeti Színház Padlás; Rendező: Máté Richard
- Kubo színész (Patyi, Annus szerelme); bemutató: 2006. július 1. Cervinus Teátrum; Tótkomlós; Rendező: Gergely László
- Sóska, sültkrumpli... színész (Partjelző, Művész); bemutató: 2007. június 3. Szkéné Színház; Szerdahelyi Városi Színház; Rendező: Gágyor Péter
- Rákfene színész (Apolló); bemutató: 2007. december 15. Győri Nemzeti Színház; Rendező: Balikó Tamás
- Képzelt riport egy amerikai popfesztiválról színész (René); rendezőasszisztens; bemutató: 2008. július 5. Győr Rába Quelle Élményfürdő; Rendező: Dósa Zsuzsanna
- Rendületlenül színész (közreműködő); bemutató: 2009. január 22. Cervinus Teátrum; Szarvas, Vajda Péter Művelődési Központ; A Magyar Kultúra napja alkalmából szerkesztett műsor; Rendező: Frigyesi András
- Az ANGYAL, avagy az igazság színész (Angyal, a lelki lényeg hírnöke); bemutató: 2010. április 9. Cervinus Teátrum; Szarvas, Vajda Péter Művelődési Központ; Rendező: Gergely László

Film
- Fenyő – Novai:Hotel Menthol színész (Tubus) (TV film, magyar musical) Rendező: Korcsmáros György
- Oko za oko /Jesenné romance/ színész (Férj) Rendező: Michal Pusztay Oko za oko /Jesenné romance/ 2010 c. film
- Manželstvo po židovsky színész (Andrej) Rendező: M. Bielák Manželstvo po židovsky 2011 c. film
- Čierny deň színész (Hajléktalan) Rendező: Michal Pusztay Čierný den - Fekete nap c. film

Szinkron, rendezés
- Tom Clancy's Splinter Cell: Pandora Tomorrow
- Francois Coldeboeuf

Publikációk, kritikák
- MASZK Újság, szinhaz.hu,

## Rendezés
- Rhédey Gábor: Mi legyen?! –kereskedelmi balett- (Pinceszínház)
- Wedekind: Tavasz ébredése (Padlás, Győr)- társrendező
- Victor Haim: Hazárd keringő - Cervinus Teátrum, Szarvas 2012
- Varga Viktor - Martin Hodon: Domáci milácik - Cervinus Teátrum, Szarvas 2012
- Caryl Churchill: Top Girls - Divadlo Lab, Bratislava (Slovakia), 2013
- Belinszki Zoltán - Gulyás Levente - Varga Viktor: Holle anyó -családi musical- Cervinus Teátrum, Szarvas, Békéscsabai Jókai Színház, 2013
- Katarína Želinská : Bohéma - Divadlo Lab (Slovakia), 2014
- Belinszki Zoltán - Gulyás Levente: Csodaszarvas -musical-, Szarvasi Vízi Színház, Cervinus Teátrum, Szarvas
- Huszka Jenő, Martos Ferenc: Lili bárónő, Cervinus Teátrum, Szarvas, 2015
- Marsha Norman: Jóéjszakát, mama!, Cervinus Teátrum, Szarvas 2016
- Peter Karvas: Szigorúan tilos, Cervinus Teátrum, Szarvas 2017
- Soóky László: Dögölj meg, drágám!, Cervinus Teátrum, Szarvas 2017
- Fenyő-Novai: Hotel Menthol, Cervinus Teátrum, Szarvas 2017
- Schiller-Belinszki-Gulyás-Tatár-Varga: Ármány és szerelem, musical, Cerivnus Teátrum, Szarvas 2018
- Somogyi-Eisemann-Zágon: Fekete Péter, operett, Cervinus Teátrum, Szarvas 2018
- Moliere: Tartuffe, vígjáték, Cervinus Teátrum Szarvas, 2019
- Michel Tremblay: Sógornők -vígjáték-, Cervinus Teátrum Szarvas, 2020
- Dickens-Belinszki-Gulyás-Tatár-Varga: Twist Olivér -musical-, Cervinus Teátrum Szarvas, 2020
- Ivan Holub: Temetés (luxuskivitelben) -vígjáték-, Cervinus Teátrum Szarvas, 2021
- Belinszki Zoltán-Szekér Gergő-Varga Viktor: Békési Betyárok -folk musical-, Cervinus Teátrum Szarvas, 2021
- Ivan Stodola: Tea a szenátor úrnál -zenés politikai vígjáték-, Cervinus Teátrum, Szarvas